# Volleyball Aversa
Il Volleyball Aversa è stata una società pallavolistica maschile italiana con sede ad Aversa.

## Storia
Fondato nel 2012, il Volleyball Aversa, ammesso in Serie C, vince il campionato e approda nella Serie B2 per la stagione 2013-14: la squadra campana ottiene la seconda promozione consecutiva, chiudendo al primo posto il proprio girone.
Debutta nella Serie B1 nella stagione 2014-15, chiudendo la regular season nel proprio girone al secondo posto e sfiorando l'ennesima promozione venendo sconfitta nella serie finale dei play-off promozione dal Volley Ball Club Mondovì: il salto di categoria avviene al termine dell'annata successiva con la vittoria della Serie B1.
Esordisce in Serie A2 per il campionato 2016-17, guadagnando anche la qualificazione alla Coppa Italia di categoria, sconfitto poi nei quarti di finale.
Al termine della stagione 2017-18 cede il titolo sportivo alla You Energy, terminando l'attività.